# 庄明理

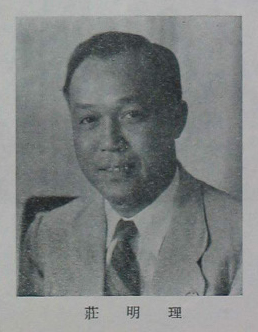

庄明理（1909年—1991年5月19日），又名汉光、哲铼，男，福建泉州人，全国侨联原副主席。

## 生平
庄明理于1925年前往南洋，在马来亚、印度尼西亚等地经商。1928年五三惨案发生后出任“民礼华侨筹赈济南惨案救济会”募捐委员。次年被荷印政府驱逐，返回泉州工作后在泉州民生铁工厂、以文印字馆工作。此后曾任晋江县印务工会常委、晋江县总工会筹备委员会委员。1930年县总工会被国民党查封后再度前往南洋，在马来亚槟城加入阅书报社。此后又任晋江会馆副主席，金果工会主席、司机工会主席、中华总商会理事等。九一八事变后出任“槟城华侨筹赈东北难民、伤兵委员会”募捐委员。1936年创立《现代日报》并任董事总经理。抗日战争期间任槟城华侨筹赈执行委员会（后改为槟城华侨抗敌后援会）总务主任，随南侨总会主席陈嘉庚一同参与抗日筹款活动，1940年被驱逐回国。返国后出任重庆中国电化厂常务董事、旅渝归侨青年联谊会主席。1946年加入中国民主同盟。后被国民党开除党籍，并再次前往马来亚，任民盟槟城分部副主任委员。同时创办《商业日报》并任社长。1949年回国参加中国人民政治协商会议第一届全体会议，并当选第一届全国政协委员。
中华人民共和国成立后，长期从事华侨工作。曾担任过中央人民政府华侨事务委员会委员、副主任，政务院参事，中华全国归国华侨联合会副主席，中国民主同盟中央常委等职。1991年在北京逝世。